# جیانیس واردینوجیانیس
جیانیس واردینوجیانیس (یونانی: Γιάννης Βαρδινογιάννης؛ زادهٔ ۷ آوریل ۱۹۶۲) کارآفرین، بازرگان و مدیر ارشد اجرایی یونانی است، که در حال حاضر به‌عنوان مدیر عامل اجرایی شرکت موتور اویل هلاس فعالیت می‌کند.